# 拟川西翠雀花
拟川西翠雀花（学名：Delphinium pseudotongolense）为毛茛科翠雀属的植物，为中国的特有植物。分布于中国大陆的四川等地，见于山地，目前尚未由人工引种栽培。